# Rhodamnia lancifolia
Rhodamnia lancifolia är en myrtenväxtart som beskrevs av Andrew John Scott. Rhodamnia lancifolia ingår i släktet Rhodamnia och familjen myrtenväxter.
Artens utbredningsområde är Papua Nya Guinea. Inga underarter finns listade i Catalogue of Life.